# Premi Visual Effects Society 2011
La decima edizione dei premi Visual Effects Society si è tenuta il 7 febbraio 2012 al Beverly Hilton Hotel a Beverly Hills in California

## Vincitori e candidati
Vengono di seguito indicati in grassetto i vincitori.

Ove ricorrente e disponibile, viene indicato il titolo in lingua italiana e quello in lingua originale tra parentesi. 

### Outstanding Visual Effects in a Visual Effects-Driven Feature Motion Picture
- Dan Lemmon, Joe Letteri, Cyndi Ochs e Kurt Williams - L'alba del pianeta delle scimmie (Rise of the Planet of the Apes)
- Charlie Noble, Mark Soper, Christopher Townsend e Edson Williams - Captain America - Il primo Vendicatore (Captain America: The First Avenger)
- Tim Burke, Emma Norton, John Richardson e David Vickery - Harry Potter e i Doni della Morte - Parte 2 (Harry Potter and the Deathly Hallows Part 2)
- Gary Brozenich, David Conley, Charlie Gibson e Ben Snow - Pirati dei Caraibi - Oltre i confini del mare (Pirates of the Caribbean: On Stranger Tides)
- Scott Benza, Wayne Billheimer, Matthew Butler, Scott Farrar - Transformers 3 (Transformers: Dark of the Moon)

### Outstanding Supporting Visual Effects in a Feature Motion Picture
- Ben Grossmann, Alex Henning, Robert Legato e Karen Murphy - Hugo Cabret (Hugo)
- André Cantarel, Volker Engel, Rony Soussan e Marc Weigert - Anonymous
- Laya Armian, Chas Jarrett, Seth Maury e Sirio Quintavalle - Sherlock Holmes - Gioco di ombre (Sherlock Holmes: A Game of Shadows)
- Annie Godin e Louis Morin - Source Code
- Duncan Burbidge, Ben Morris, Mike Mulholland e Chris Zeh - War Horse (film)

### Outstanding Visual Effects in an Animated Feature Motion Picture
- Tim Alexander, Hal Hickel, Jacqui Lopez e Katie Lynch - Rango
- Doug Ikeler, Chris Juen, Alan Short e Mandy Tankenson - Il figlio di Babbo Natale (Arthur Christmas)
- Melissa Cobb, Alex Parkinson, Jennifer Yuh Nelson e Raymond Zibach - Kung Fu Panda 2 (Kung Fu Panda 2 - The Kaboom of Doom)
- Joe M. Aguilar, Guillaume Aretos, Ken Bielenberg e Chris Miller - Il gatto con gli stivali (Puss in Boots)
- Jamie Beard, Joe Letteri, Meredith Meyer-Nichols e Eileen Moran - Le avventure di Tintin - Il segreto dell'Unicorno (The Adventures of Tintin)

### Outstanding Visual Effects in a Broadcast Miniseries, Movie, or Special
- Phil Dobree, Sophie Orde e Dan Upton - Inside the Human Body
- Simon Clarke, Hasraf Dulull, Vikas Gandhi e Francisco Lima - Finding Life Beyond Earth
- J. David Everhart, Kent Johnson, Jon Rhinehardt e Jon Rosenthal - Gettysburg
- Kevin Deters, Dorothy McKim, John Murrah e Stevie Wermers-Skelton - Prep & Landing: Naughty vs. Nice

### Outstanding Visual Effects in a Broadcast Series
- Kevin Blank, Colin Brady, Adica Manis e Jason Zimmerman - Terra Nova
- Rob Biagi, Curt Miller, Andrew Orloff e Sean Tompkins - Falling Skies
- Robert Habros, Andrew Orloff, Jay Worth e Chris Wright - Fringe
- Phil Dobree, Luke Dodd, Haz Dulull e Mark Sherwood - Planet Dinosaur
- Igor Gotsulyak, Dmitriy Kolesnik, Egor Olesov e Dmitriy Ovcharenko - The Bomber

### Outstanding Supporting Visual Effects in a Broadcast Program
- Lucy Ainsworth-Taylor, Angela Barson, Ed Bruce e Adam McInnes - Il Trono di Spade (Game of Thrones) episodio L'inverno sta arrivando (Winter Is Coming)
- Richard Friedlander, Robert Stromberg e David Taritero - Boardwalk Empire - L'impero del crimine (Boardwalk Empire) episodio Georgia Peaches
- Christian Cardona, Buddy Gheen, Beau Janzen e Andy Simonson - Bones episodio The Twist in the Twister
- Bruce Branit, Werner Hahnlein, Gregory Nicotero e William Powloski - Breaking Bad episodio Face Off
- Tavis Larkham, Chris Martin, Sam Nicholson e Matt Robken - Pan Am episodio Benvenuti a bordo (Pilot)

### Outstanding Visual Effects in a Live Action Commercial
- Pascal Giroux, Julien Meesters, Stephane Pivron e Manuel Souillac - Christian Dior SA J'adore
- Christopher Bankoff, Sascha M. Flick, Dan Glass e Jeff Willette - Jameson Fire
- Vincent Baertsoen, Camila De Biaggi, Angus Kneale e Rob Petrie - Johnnie Walker Rock Giant
- Charles Abou Aad, Andy Boyd, Nordin Rahhali e Mike Wigart - Kia Motors Share some Soul
- Mhamed Elmezoued, Stephane Montel e Emilie Nicodex - Volkswagen Hedgehog

### Outstanding Visual Effects in an Animated Commercial or Video Game Trailer
- Nicholas S. Carpenter, Jon Lanz, Chris Thunig e Taka Yasuda - Diablo III The Black Soulstone
- Tom Bussell, Hugo Guerra, Rahel Makonnen e Jorge Montiel - Audi A6 Avant Hummingbird
- Russell Dodgson, Simon French, Diarmid Harrison-Murray e Sarah Hiddlestone - Coca-Cola Siege
- Heikki Anttila, Brandon Riza, Al Shier e Dave Wilson - Prey 2
- Melanie La Rue, David Liu e Richard Morton - Sony 2 Worlds

### Outstanding Visual Effects in a Special Venue Project
- Lori Arnold, Yanick Dusseault, Delio Tramontozzi e Jeff White - Transformers: The Ride
- Marc Rienzo, Barry Safley, Eric Sanford e Lisa Zusmer Delprete - Amazin
- Mike Fortner, Troy Griffin, Jasmine Johnson e Glo Minaya  - Humbugged! Rockettes to the Rescue
- Bill George, Jeanie King, Glen McIntosh e Marianne McLean - Star Tours: The Adventures Continue
- Peter Crosman, Seungyong Lee, Michael "oz" Smith e Brent Young - Typhoon 360

### Outstanding Animated Character in a Live Action Feature Motion Picture
- Daniel Barrett, Florian Fernandez, Matthew Muntean e Eric Reynolds - L'alba del pianeta delle scimmie (Rise of the Planet of the Apes) - Caesar
- Yasunobu Arahori, Tom Bracht, Gavin Harrison e Chris Lentz - Harry Potter e i Doni della Morte - Parte 2 (Harry Potter and the Deathly Hallows - Part 2) - Il dragone della Gringott
- Anders Beer, Julian Foddy, Jody Johnson e David Lowry - Paul - Paul
- Lyndon Barrois, Fred Chapman, Greg Massie e Marco Menco - La cosa - Edvard/Adam

### Outstanding Animated Character in an Animated Feature Motion Picture
- Frank Gravatt, Kevin Martel, Brian Paik e Steve Walton - Rango - Rango
- Antonio Banderas, Ludovic Bouancheau, Laurent Caneiro e Olivier Staphylas - Il gatto con gli stivali (Puss in Boots) - Gatto
- Diana Diriwaechter, Sang Jun Lee, Sergio Pablos e Aamir Tarin - Rio - Miguel (Nigel nella versione originale)
- Gino Acevedo, Gustav Ahren, Jamie Beard e Simon Clutterbuck - Le avventure di Tintin - Il segreto dell'Unicorno (The Adventures of Tintin) - Tintin

### Outstanding Animated Character in a Broadcast Program or Commercial
- Laurent Creusot, Guillaume Ho, Olivier Mitonneau e Michal Nauzin - Canal+ The Bear
- Tom Bussell e Jorge Montiel - Audi A6 Avant Hummingbird
- Matt Heimlich, Fred Hopp, Philip Ineno e Rob Ramsdell - Carl's Jr. Robot
- Henry Badgett, Mark Brown, Rafael Morant e James Sutton - Il Trono di Spade (Game of Thrones) episodio Fuoco e sangue (Fire and Blood)

### Outstanding Created Environment in a Live Action Feature Motion Picture
- Giles Hancock, John Hansen (effetti visivi), Tom Martinek e Scott Younkin - Transformers 3 (Transformers: Dark of the Moon) - 155 di Wacker Drive
- André Cantarel, Robert Freitag, Greg Strasz e Rony Soussan - Anonymous - Londra
- Keziah Bailey, Stephen Ellis, Clement Gerard e Pietro Ponti - Harry Potter e i Doni della Morte - Parte 2 (Harry Potter and the Deathly Hallows - Part 2) - Hogwarts
- Pierre Buffin, Audrey Ferrara, Yoel Godo e Dominique Vidal - Thor - L'osservatorio di Heimdall

### Outstanding Created Environment in an Animated Feature Motion Picture
- John Bell, Polly Ing, Martin Murphy e Russell Paul - Rango - Main Street Dirt
- Guillaume Aretos, Greg Lev, Brett Miller e Peter Zaslav - Il gatto con gli stivali (Puss in Boots) - The Cloud World
- Hamish Beachman, Adam King, Wayne Stables e Mark Tait - Le avventure di Tintin - Il segreto dell'Unicorno (The Adventures of Tintin) - Bagghar
- Matt Aitken, Jeff Capogreco, Jason Lazaroff e Alessandro Mozzato - Le avventure di Tintin - Il segreto dell'Unicorno (The Adventures of Tintin) - Banchine
- Phil Barrenger, Keith F. Miller, Alessandro Saponi e Christoph Sprenger - Le avventure di Tintin - Il segreto dell'Unicorno (The Adventures of Tintin) - Battaglia dei pirati

### Outstanding Created Environment in a Broadcast Program or Commercial
- Markus Kuha, Damien Macé, Dante Harbridge Robinson e Fani Vassiadi - Il Trono di Spade (Game of Thrones) - Il muro di ghiaccio
- Amaan Akram, Tom Bussell e Alex Hammond - Audi A6 Avant Hummingbird
- Matthew Conner e Robert Stromberg - Boardwalk Empire - L'impero del crimine (Boardwalk Empire) - Due barche  e bagnino
- William Arance, Diego Galtieri, Martin Hilke e Anthony Ocampo - Pan Am episodio Benvenuti a bordo (Pilot) - Terminale Worldport
- Michael Bozulich, Eric Hance, Kevin Kipper e David Morton - Terra Nova - Terra Nova

### Outstanding Virtual Cinematography in an Animated Feature Motion Picture
- Martin Chamney, Robert Legato, Adam Watkins e Fabio Zangla - Hugo Cabret (Hugo)
- Thelvin Cabezas, Mike Perry, R. Christopher White e Erik Winquist - L'alba del pianeta delle scimmie (Rise of the Planet of the Apes)
- Xavier Allard, Pierre Buffin e Nicolas Chevallier - Thor
- Michael Balog, Richard Bluff, Shawn Kelly, Jeff White - Transformers 3 (Transformers: Dark of the Moon)

- Colin Benoit, Philippe Rebours, Nelson Sepulveda e Nick Walker - Rango
- Jericca Cleland, Michael Ford, David Morehead e Emi Tahira - Il figlio di Babbo Natale (Arthur Christmas)
- Mahyar Abousaeedi, Sharon Calahan, Jeremy Lasky e Jonathan Pytko - Cars 2
- Matt Aitken, Matthias Menz, Keith F. Miller e Wayne Stables - Le avventure di Tintin - Il segreto dell'Unicorno (The Adventures of Tintin)

### Outstanding Virtual Cinematography in a Broadcast Program or Commercial
- Niles Heckman, Richard Morton e Vernon Wilbert Jr. - Gears of War 3 - Polvere alla polvere
- David Liu - Tom Clancy's Ghost Recon: Future Soldier - Camo Up
- Steve Beck, Robert Sethi e Felix Urquiza - Mattel Hot Wheels
- Stephen Jackson, Sallyanne Massimini, Nathan Matsuda e Kevin Struckman - C'era una volta (Once Upon a Time)- Cinderella's Courtyard

### Outstanding Models in a Feature Motion Picture
- Tim Brakensiek, Kelvin Chu, David Fogler e Rene Garcia - Transformers 3 (Transformers: Dark of the Moon) - Perforatrice
- Steven Godfrey, Pietro Ponti, Tania Marie Richard e Andy Warren - Harry Potter e i Doni della Morte - Parte 2 (Harry Potter and the Deathly Hallows Part 2) - Edificio della scuola di Hogwarts
- Scott Beverly, Allan Faucher, Forest P. Fischer e Matthew Gratzner - Hugo Cabret (Hugo) - Incidente del treno
- John Goodson, Russell Paul, Kristian Pedlow e Vick Schutz - Mission: Impossible - Protocollo fantasma (Mission: Impossible - Ghost Protocol) - Garage

### Outstanding Models in a Broadcast Program or Commercial
- Matthew Conner, Eran Dinur, David Reynolds e Szymon Weglarski - Boardwalk Empire - L'impero del crimine (Boardwalk Empire) - Georgia Peaches
- Carl Horner, Ian Hunter, Miyo Nakamura e Hayley O'Neill - Arrowhead Water Nature's Fix
- Jon Chesson, Steve Graves, Michael Kirylo e Renaud Talon - Falling Skies - Base aerea
- Michael Kirylo, Jeremy Melton, Jason O. Monroe e Chris Strauss - C'era una volta (Once Upon a Time) - Castello di Neve

### Outstanding Compositing in a Feature Motion Picture
- Casey Allen, Trent Claus, Brian Hajek e Cliff Welsh - Captain America - Il primo Vendicatore (Captain America: The First Avenger)
- Michele Benigna, Martin Ciastko, Thomas Dyg e Andy Robinson - Harry Potter e i Doni della Morte - Parte 2 (Harry Potter and the Deathly Hallows Part 2)
- Jean-Luc Azzis, Quentin Hema, Simon Jung e Christoph Salzmann - L'alba del pianeta delle scimmie (Rise of the Planet of the Apes)
- Chris Balog, Ben O'Brien, Amy Shepard e Jeff Sutherland - Transformers 3 (Transformers: Dark of the Moon)

### Outstanding Compositing in a Broadcast Program or Commercial
- Anton Dawson, Eran Dinur, Austin Meyers e David Reynolds - Boardwalk Empire - L'impero del crimine (Boardwalk Empire) - Gimcrack & Bunkum
- Jason Bergman, Rodrigo Dorsch, Steve Meyer e Peter Sidoriak - Jeep Wrangler Call of Duty: Modern Warfare 3
- Stirling Archibald, Anthony Bloor, Michael Gregory e Giacomo Mineo - Channel 4 - Street Summer
- Franck Lambertz - DirecTV - Hot House

### Outstanding Visual Effects in a Student Project
- Roman Kaelin, Falko Paeper e Florian Wittmann - a.maize
- Susie Hong e Bokyeong Kim - Aquatic Bloom
- Avner Geller e Stevie Lewis - Defective Detective
- Florian Greth e Julia Reck - Hai Hase
- Syrena Edmonds, Zack Heimbegner, Brian Mullen e Nathaniel Skinner - Renee the Movie
- Jann Doeppert, Tonio Freitag, Hanna Maria Heidrich e Sebastian Nozon - We Miss You